# Telefonzelle (Vereinigtes Königreich)

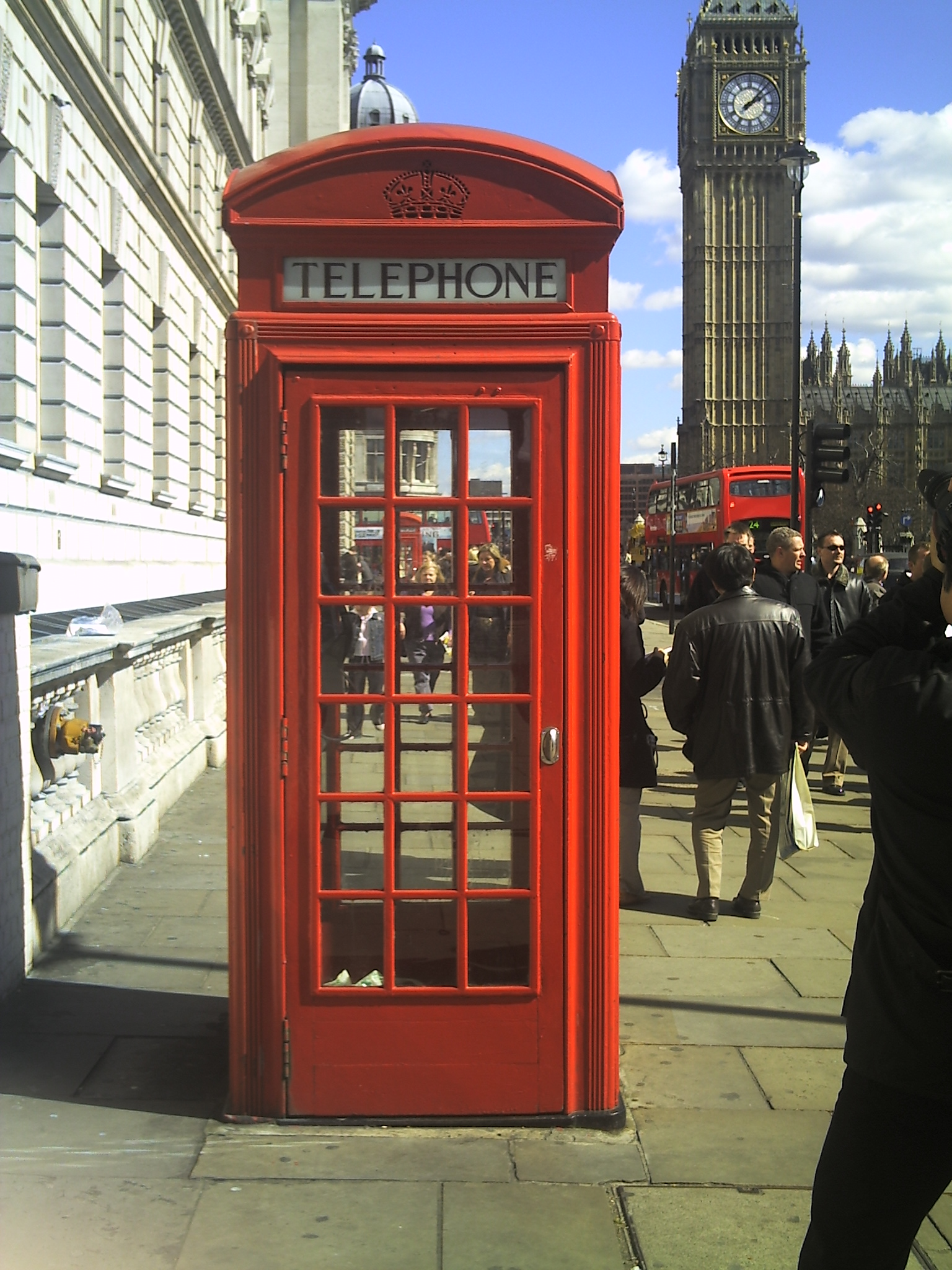
Telefonzelle des Typs K2 am Parliament Square in London (2006)

Die klassischen roten Telefonzellen, englisch telephone booth, telephone box oder red telephone box der Postbehörde des Vereinigten Königreichs aus dem Jahr 1924 sind wegen ihres markanten Designs weithin bekannt. Ihr Vorgänger mit der Bezeichnung K1 war noch aus Beton gefertigt und mit einer Holztür versehen.

## Geschichte
Die heute so bekannten roten Telefonzellen des Typs K2 wurden 1924 im Rahmen eines Design-Wettbewerbes von dem britischen Architekten Sir Giles Gilbert Scott für die britische Postbehörde entworfen. Er gewann den Wettbewerb mit einem klassischen Entwurf mit Kuppeldach, der sich an demjenigen des Mausoleums von Sir John Soane orientiert. Das von Scott in silber gehaltene Modell wurde von der Behörde rot gestrichen, damit man die Zellen auch von weitem gut erkennen konnte. Die damaligen Herstellungskosten betrugen 50 britische Pfund. Die Wettbewerbsausschreibung hatte maximale Kosten von 40 Pfund gefordert. Da die Anschaffungskosten hoch und ihre Abmessungen für den allgemeinen Gebrauch zu groß waren (90 cm × 90 cm Grundfläche bei einer Höhe von 2,51 m, Gewicht 750 kg), wurden ca. 1500 Stück beschafft und nur in London aufgestellt.
Im Jahr 1929 trat die britische Postbehörde an Scott heran mit der Bitte, auf der Basis des preiswerten und kleineren Modells K1 und dem Modell mit dem schönen Design K2 ein neues Modell zu entwerfen. Das Ergebnis war das Modell K3, von dem in den nächsten sechs Jahren 12.000 Stück aufgestellt wurden.

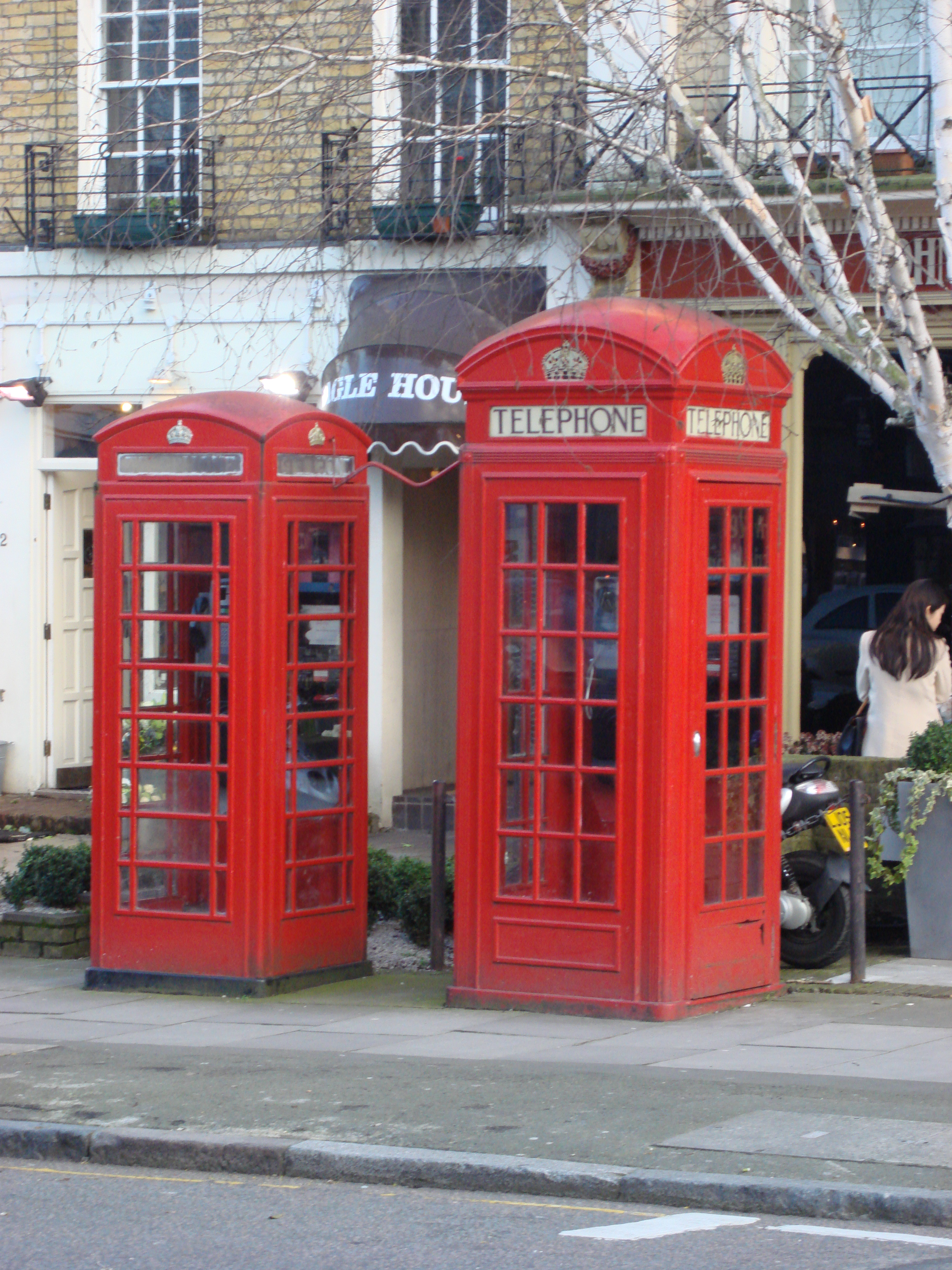
K6 (links) und K2 (rechts)

Im Jahre 1936 modifizierte Scott das Modell K2 anlässlich des silbernen Thronjubiläums von König Georg V. zum etwas kleineren Modell K6, genannt Jubilee Kiosk. Der König starb jedoch, bevor er eine einzige fertiggestellte Telefonzelle zu sehen bekam. Von dem Typ K6 wurden bis Ende der 1930er Jahre weitere 20.000 Stück im gesamten Königreich aufgestellt. In ländlichen Gegenden konnte die typische rote Farbgebung auf Wunsch abweichen. So konnten die Farben grün, gelb, weiß und grau gewählt werden, um die Farbharmonie nicht zu stören. Die rote Signalfarbe sollte in den Städten die schnelle Erkennbarkeit fördern, so dass ein möglicher Hilferuf – auch von den Streifenpolizisten – schnell erfolgen konnte. 1939 folgte eine gegen Vandalismus verbesserte Mark II Version. Nach der Thronbesteigung 1953 von Königin Elisabeth II. wurde die Georgskrone im Dach der Telefonzelle modifiziert.
Die K6 Telefonzellen wurden von fünf verschiedenen Betrieben hergestellt: Carron Foundry, Lion Foundry, McDowall Steven, Macfarlane (auch bekannt als Saracen Foundry) und Bratt Colbran.
Im Jahre 1962 wurden wenige Prototypen des Typs K7 aufgestellt und ab 1968 vom Typ K8 ergänzt. Die jüngste rote Telefonzelle weist ein modernes Design auf und ist statt aus Eisen aus Aluminium gefertigt. Später folgten die Modelle KX100, KX200, KX300, KX410, KX420, KX plus, KX plus internet und KX520. Alle Modelle entfernten sich von der typischen roten Farbgebung und dem Box-Design. Im Jahr 2007 entwarf British Telecom gemeinsam mit JCDecaux eine neue Telefonsäule, den Typ ST6. Die Telefonzelle bestand auf der einen Seite aus einem überdachten, aber sonst offenen Telefon und einer Werbefläche auf der Rückseite. Die Idee war, die laufenden Kosten des Telefons mit den Werbeeinnahmen zu finanzieren. Die ST6 wurde Mitte 2007 eingeführt.
Ihren Höhepunkt fand die Telefonzelle im Vereinigten Königreich in den 1990er Jahren, als etwa 100.000 red telephone boxes aufgestellt waren. In Großbritannien werden seit Februar 2001 alle noch existierenden historischen Telefonzellen als zu schützende Gebäude durch eine private Initiative registriert. Ab dem Jahr 2008 wurden mehr als 7200 rote Telefonzellen zu Standorten von Defibrillatoren, Minibüchereien oder -galerien umfunktioniert. 2012 war die Zahl der Telefonboxen auf 51.500 gesunken. Im selben Jahr begann der Verkauf von ausgemusterten roten Telefonzellen durch X2 Connect (ein Partnerunternehmen der Britisch Telecom). Die bereits restaurierten Exemplare kosten ab 1950 Pfund Sterling (2300 Euro), beim letzten Verkauf Mitte der 1980er-Jahre (vermutlich 1987) gingen tausende der Telefonzellen in einen nichtstaatlichen Besitz über. Stand 2023 existierten landesweit noch rund 3000 der Telefonzellen. Im selben Jahr rief die Britisch Telecom Gemeinden und Organisationen dazu auf, 1000 Telefonzellen zu einem symbolischen Preis von einem Pfund zu übernehmen und umzufunktionieren.

## Telefonzellentypen
Die Tabelle zeigt die bisher erfassten Telefonzellen-Typen, ihre Einführung, die Designer, ihre ursprüngliche Stückzahl und die Zahl der unter Denkmalschutz stehenden Zellenensembles:
| Typ | Einführung | Designer                | Anzahl ursprünglich | Anzahl heute (unter Schutz stehend) |
| --- | ---------- | ----------------------- | ------------------- | ----------------------------------- |
| K1  | 1920       | Somerville&Company      | 6.300               | 5                                   |
| K2  | 1926       | Sir Giles Gilbert Scott | 1.700               | 208                                 |
| K3  | 1927       | Sir Giles Gilbert Scott | 12.000              | 2                                   |
| K4  | 1927       | General Post Office     | 50                  | 5                                   |
| K5  | 1934       | General Post Office     | keine               | keine                               |
| K6  | 1936       | Sir Giles Gilbert Scott | 60.000              | 2.072                               |
| K7  | 1962       | Neville Conder          | 12                  | 0                                   |
| K8  | 1968       | Bruce Martin            | 11.000              | 8                                   |

## Bilder von Telefonzellen in Großbritannien

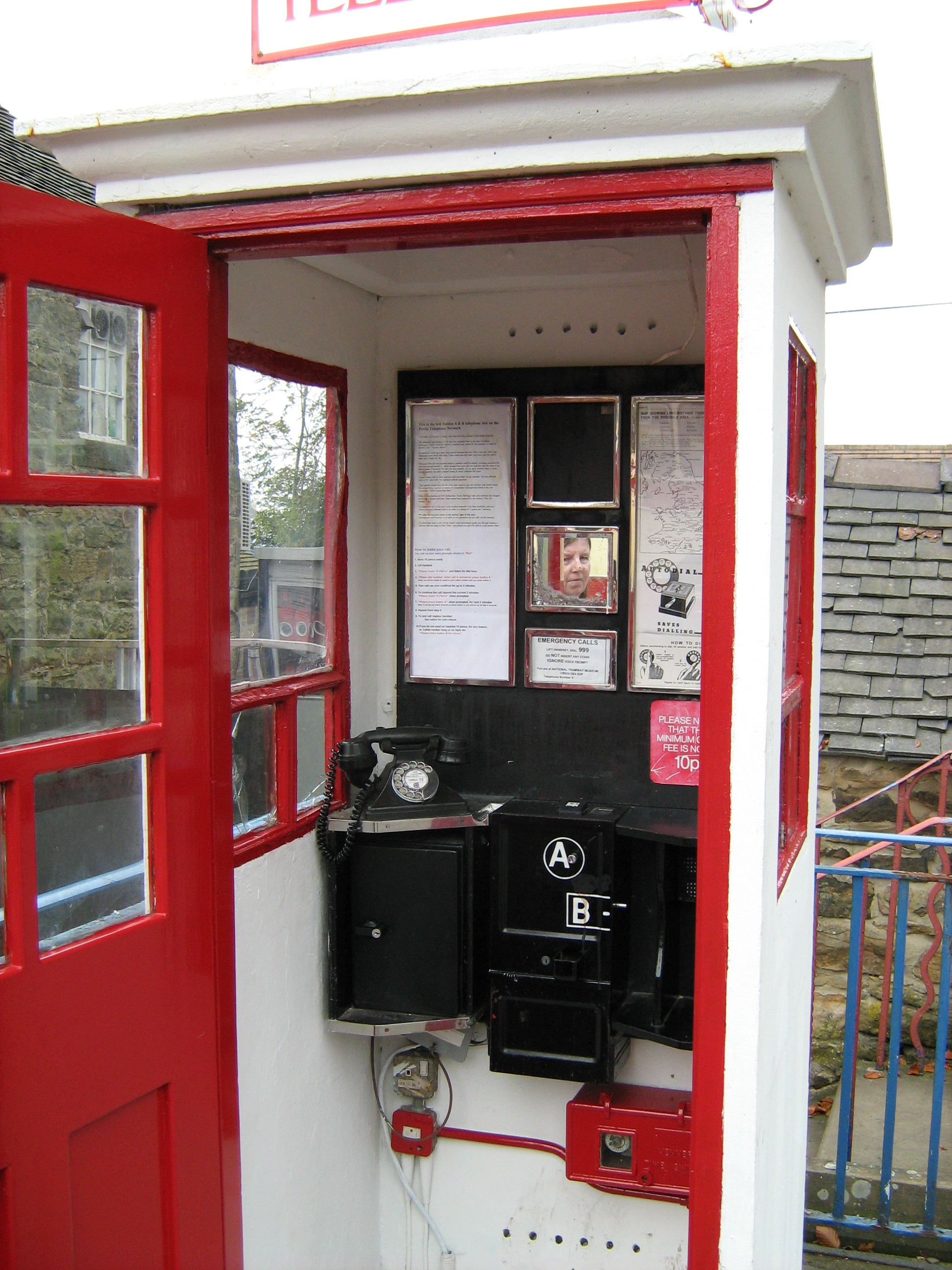
Innenansicht einer Telefonzelle Typ K1
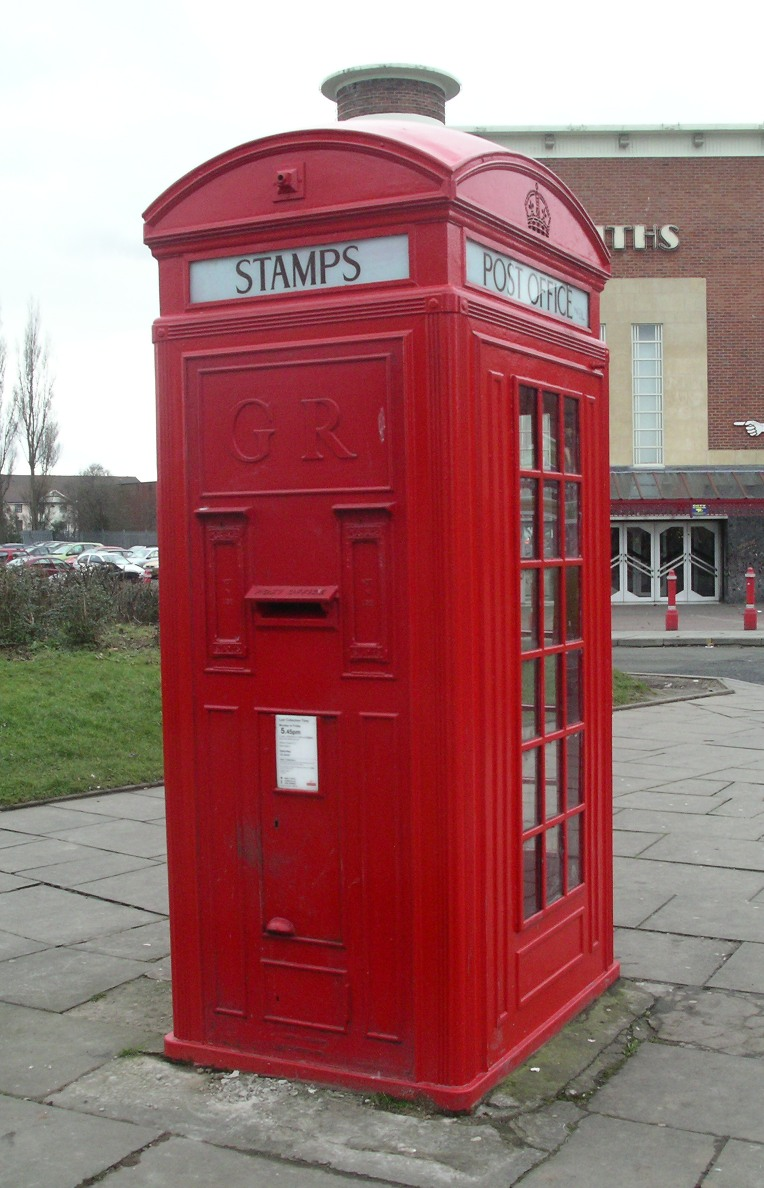
Typ K4 mit integriertem Postwertzeichengeber und Postbriefkasten, sogenanntes Stummes Postamt
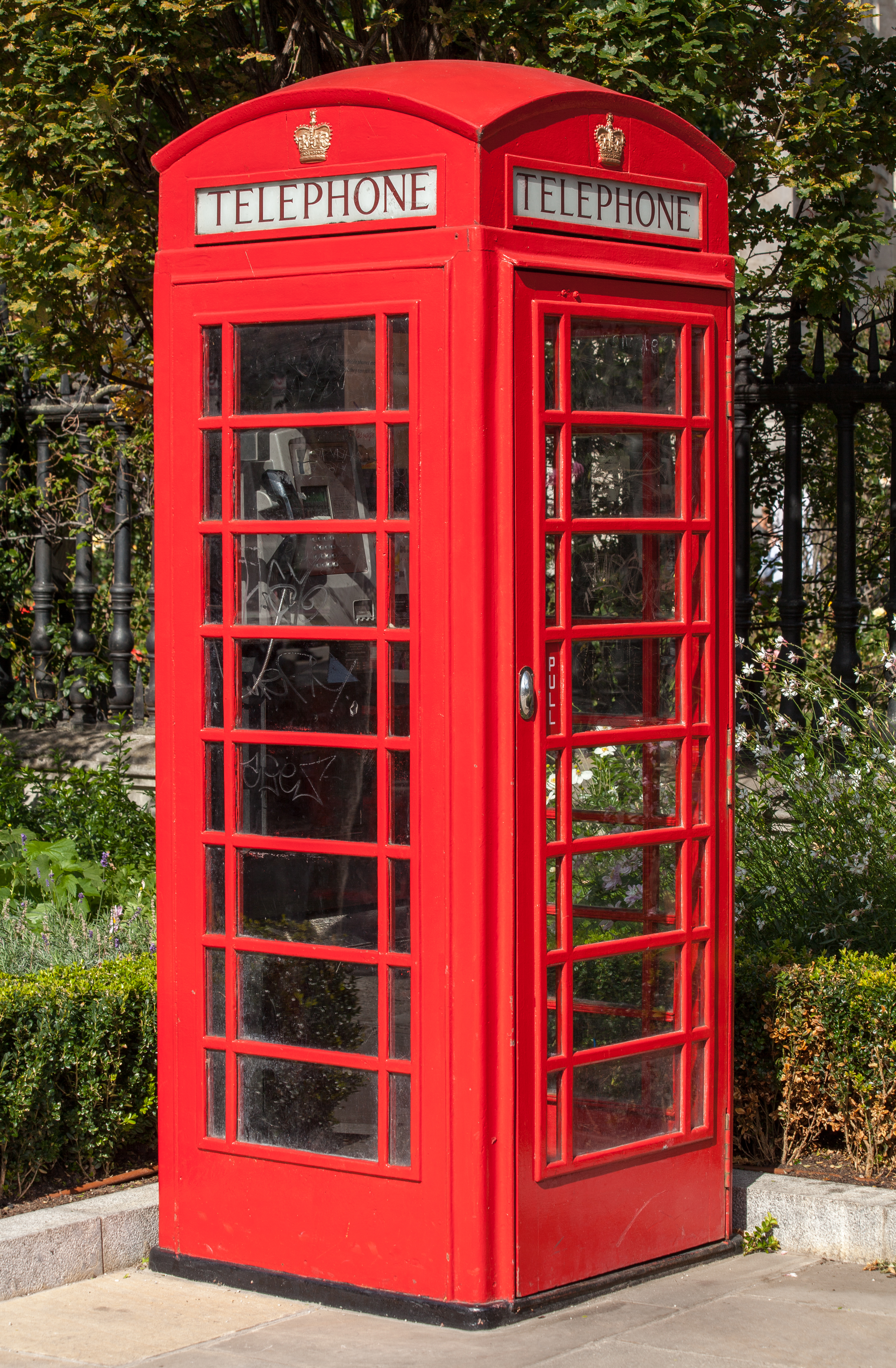
Britische Telefonzelle Typ K6 (1936)
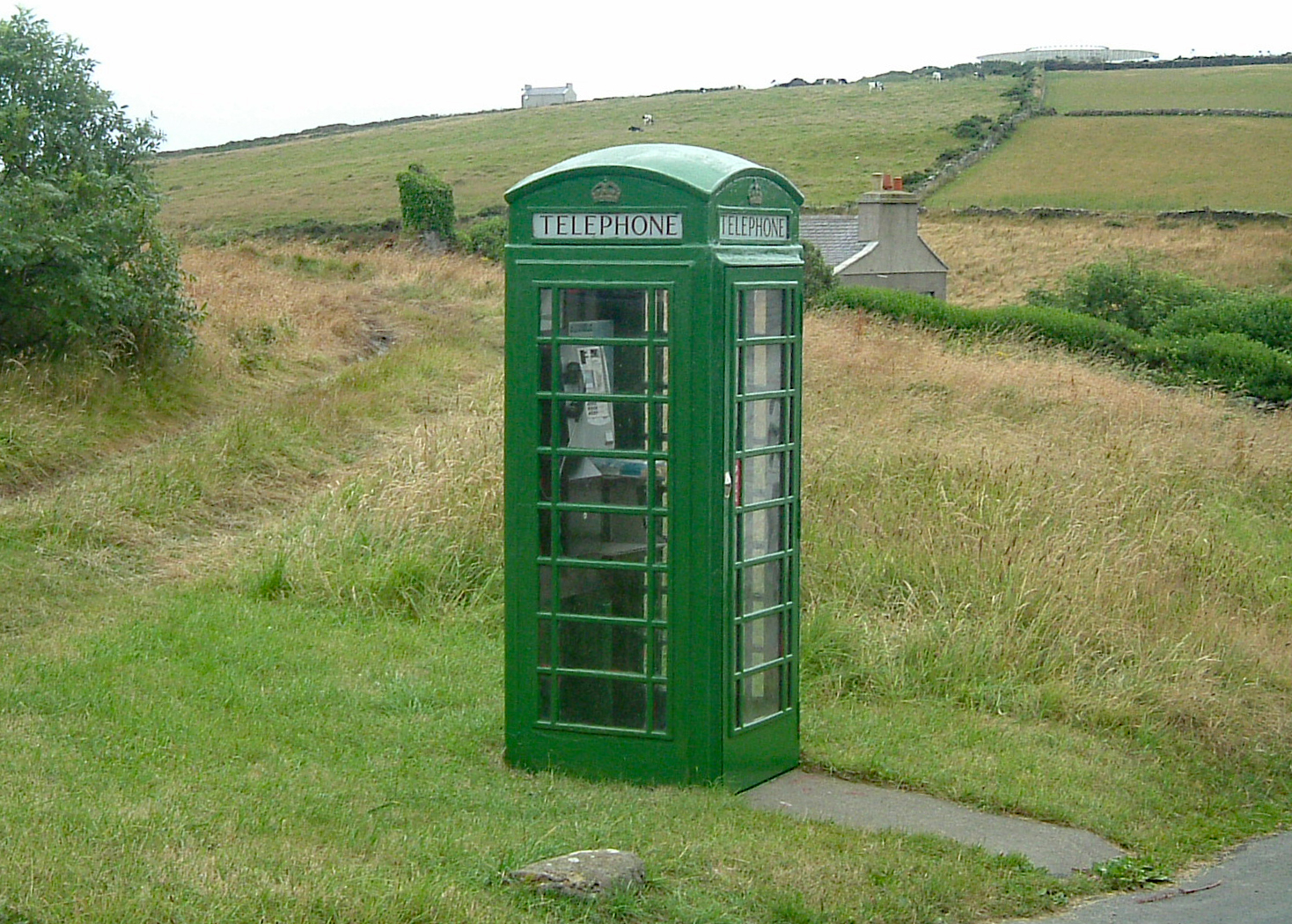
Grüne Telefonzelle Typ K6 auf der Isle of Man
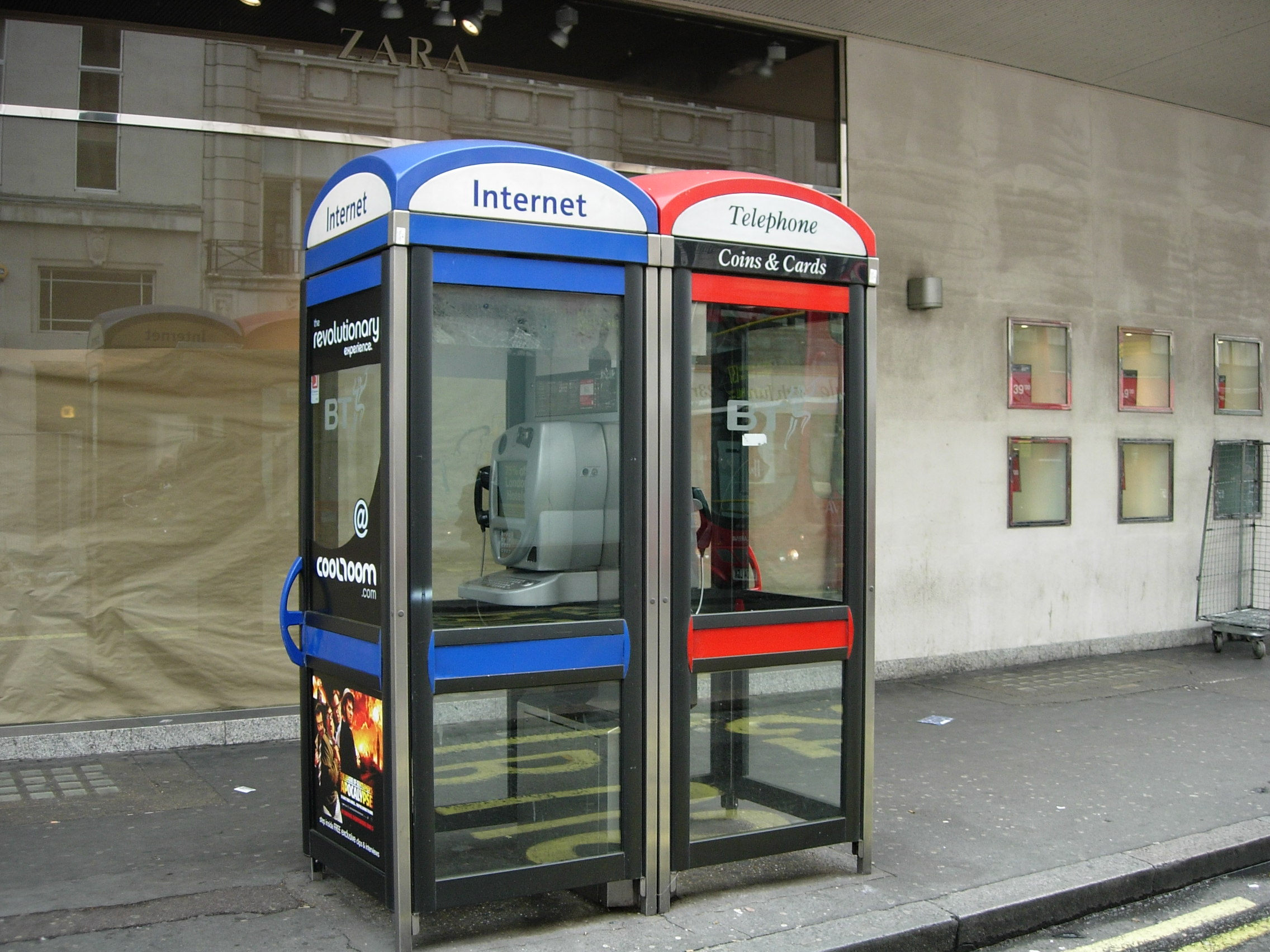
Moderne Telefonzelle, Typ KX plus internet

## In der Popkultur
Bei den meisten Konzerten der Secret World Tour von Peter Gabriel 1993–94 folgte auf die instrumentale Eröffnung eine rote, beleuchtete britische Telefonzelle, die sich von der ersten quadratischen Bühne erhob, mit Peter Gabriel darin, der das Lied Come Talk to Me in einen Telefonhörer sang. Zu Gabriel gesellten sich entweder Sinéad O’Connor oder Paula Cole, die von der zweiten runden Bühne ins Licht aufstiegen, um Backgroundgesang zu singen. Gabriel tauchte aus der Telefonzelle auf und strebte seinem weiblichen Gegenüber mit dem straff gespannten Hörerkabel entgegen, wobei er sich immer weiter aus der Telefonzelle herauszog, während er sich über den beide Bühnen verbindenden Rollsteig in Richtung der kreisförmigen Bühne bewegte.